# Alan Gascoigne
Alan "Gaspiepe" Gascoigne (Rossington, 1948) is een Engels-Nederlands muzikant. Hij was gitarist bij Normaal van 1979 tot en met 1982, tijdelijk in 1987 en van 2000 tot en met 2003. Hij was ook gitarist bij Screaming Lord Sutch, The Tim Disney Band en De Pensionado's. 
Na in 2013 gediagnostiseerd te zijn als lijdende aan de ziekte van Parkinson bleef Gascoigne muziek maken. In 2020 bracht hij een album uit op YouTube waarbij hij luisteraars opriep te doneren aan het ParkinsonFonds.

## Discografie

### Solo
- 'Restless Wind' & assorted Country songs (2020)

### Met Normaal
- Høken is Normaal (1980)
- Springlèavend (1981) (Livealbum)
- Deurdonderen (1982)
- Van Tied Tut Tied (2000)
- Ik Kom Altied Weer Terug (2001)

### Met De Pensionado's
- Odi Profanum (2016)

### Met Bennie Jolink
- Post Normaal (2019)